# Crisalide (festival teatrale)
Crisalide è manifestazione teatrale che si svolge a Forlì.
Il festival giunto alla sua 30ª edizione, nasce nel 1994 ad opera della compagnia teatrale Masque Teatro, e ad oggi vede la direzione artistica di Lorenzo Bazzocchi, Eleonora Sedioli e Sara Baranzoni. Negli anni sono passati a Crisalide molti gruppi e registi della scena italiana ed europea del teatro contemporaneo e della danza.
Il festival Crisalide nasce nel 1994 dalla volontà di Masque Teatro di far convergere, nello stesso luogo, prassi creative e umane interessanti, favorendo l’incontro e consentendo occasioni di scambio e maturazione. Ciò che Crisalide si impegna a promuovere in ambito teatrale, attraverso il proprio intento e la propria progettualità, è soprattutto un modello culturale atto a comprendere nella sua forma la sua stessa esperienza.
Dal 1994 ad oggi il Festival promuove la riflessione e lo scambio tra generazioni artistiche, favorendo la visibilità delle giovani formazioni sul territorio nazionale ed internazionale. Luogo di indagine teorica e propulsore di istanze e pratiche sceniche originali, già dal 1996 il Festival ha operato nell’ottica di superare il formato vetrina, impostando la propria progettualità intorno ai concetti di “imbattersi fortuito” e di “avamposto”, maturando una visione dello spettacolo come processo che assume i contorni del “farsi vivente”. A partire dal 1997 Crisalide si struttura attorno a un titolo/tema. A completamento di questo percorso di sviluppo multidisciplinare e di articolazione di un rapporto con forme di produzione di conoscenza, dal 2014, il festival Crisalide è preceduto da Praxis - Scuola di filosofia, ideata da Masque Teatro e dai filosofi Carlo Sini, Rocco Ronchi, Florinda Cambria, Federico Leoni e oggi diretta da Rocco Ronchi.

## Edizioni del festival

### 2023 - Pluralità del sensibile
Ultimi Fuochi Teatro, C&C / Carlo Massari, gruppo nanou, Roberto Magnani e Giacomo Piermatti, Masque Teatro, Sara Baranzoni e Paolo Vignola, Federica Timeto, Francesca Proia, Stefania Tansini, Enrico Malatesta, Marco D'Agostin, Laminarie, Bernardo Casertano, Cristina Kristal Rizzo, Paola Bianchi e Valentina Bravetti / Città di Ebla, Teatro Akropolis, Silvia Maglioni & Graeme Thomson, Motus, Dewey Dell, Francesco Marilungo, Aristide Rontini, Ateliersi, Quotidiana.com, Michele Selva, Teatro Koreja.

### 2022 - L'estetica dell'esistenza
Annamaria Ajmone, Luca Perciballi Organic gestures, Isabella Bordoni, Ivan Fantini, Maria Nadotti, Christian Mastroianni, Alessandro Perini, Francesca Proia, Paola Bianchi, gruppo nanou, Masque Teatro, Eva Geatti, Stefania Tansini, Daniele Roccato e Giacomo Piermatti, Emilia Cantieri / Sara Giannini / Tullia Primultini / Snejanka Mihaylova, Alessandro Carboni, Lucia Amara, Panzetti/Ticconi, Menoventi, Opera Bianco, Kinkaleri, Sara Baranzoni e Paolo Vignola, Filippo Domenicali, Riccardo Baldissone, KLm, Teatro Akropolis, Aristide Rontini, Città di Ebla / Sunset / Spazi Indecisi, Teatro I, Teatro del Lemming, Ivo Dimchev, Ateliersi, Enrico Malatesta.

### 2021 - La cura di sé come pratica della libertà
Cristina Kristal Rizzo, Enrico Malatesta, Masque Teatro, Roberto Magnani, Teatro Akropolis, Enrico Piergiacomi, Bluemotion, Francesca Proia, C&C / Carlo Massari, Fabrizio Ottaviucci, Fanny & Alexander, Giacomo Piermatti e Stefano Ricci, Ateliersi, Stefania Tansini, Arianna Novaga, Ubaldo Fadini e Marco Tronconi, Raimondo Guarino e Arianna Mazzotti, Barletti / Waas, Opera Bianco, Sara Baranzoni e Paolo Vignola, Paola Bianchi, Enrico Pitozzi, Teatro del Lemming, Motus, Enrico Fedrigoli.

### 2020 - Pratiche sociali di liberazione
Ateliersi, Giacomo Piermatti, C&C / Carlo Massari, Sara Baranzoni e Paolo Vignola, Luca Del Pia, Stefania Tansini, Paola Bianchi, Raimondo Guarino, Kinkaleri, Obsolete Capitalism, Sara Baranzoni e Paolo Vignola, CSS Cooperativa Sociale di Studi.

### 2019 - Nachleben. Sopravvivenze
Francesca Proia, Alessandra Cristiani, Pietro Babina, Raimondo Guarino, Marcello Sambati, Samantha Marenzi, Stalker / Daniele Albanese, Arianna Mazzotti - Francesco Albanese - Marco Tronconi, Barletti / Waas, Cosmesi, Simone Azzoni, Leoni / Mastrangelo e Paolo Deggiovanni, Anete Colacioppo e Catia Gatelli, Fortebraccio teatro, Lorenzo Bazzocchi, Teatro Akropolis e Roberta Nicolai, Masque Teatro, Giacomo Piermatti, Opera Bianco, Paola Bianchi, Sara Baranzoni e Paolo Vignola, Ateliersi, Ivan Fantini, Eleonora Sedioli e Eva Geatti, Lorenzo Donati.

### 2018 - L'esperienza selvaggia
Ermanna Montanari / Teatro delle Albe, Enrico Pitozzi, Marco Martinelli, Roberto Latini / Fortebraccio Teatro, Ateliersi, Laura Gemini e Giovanni Boccia Artieri, Cosmesi, Sara Baranzoni e Paolo Vignola, Simona Bertozzi, Cristina Kristal Rizzo, Teatro I, Kinkaleri, Enrico Malatesta, Stefano Mancini e Marco Pacioni, Barletti / Waas, All'incirco, Teatro delle Albe - Masque Teatro - Menoventi, Simone Azzoni, Paola Bianchi, Fanny & Alexander, Raimondo Guarino, Teatro Akropolis, Carlo Siega, Muta Imago, Nicola Galli, Camilla Monga.

### 2017 - Il sole imprigionato
Frie Leysen e Catia Gatelli, Roberta Mosca, Canedicoda, Ivano Arcangeloni, Microscope Gallery, Rocco Ronchi, Federico Leoni, Opera, Piersandra Di Matteo, Raimondo Guarino, Marco Pascarelli, Lorenzo Bazzocchi, Meytal Blanaru, Sonia Brunelli, Matteo Ramon Arevalos, Fanny & Alexander, Masque Teatro, Teatro I, Giacomo Piermatti, Lorenzo Donati.

### 2016 - Perché passi un po' di caos, libero e ventoso
Yasmine Hugonnet, Piersandra Di Matteo, Ivo Dimchev, La Veronal, Myriam Gourfink, Annamaria Ajmone, Masque Teatro, Matteo Ramon Arevalos, Kasper T. Toeplitz, Paolo Godani, Giovanni Leghissa, Lorenzo Donati, Roberto Pagnani, Fiorenza Menni, Enrico Malatesta, Futura Tittaferrante.

### 2015 - Non è successo niente, è ciò che stiamo diventando
Kat Valasur, Rocco Ronchi, Paolo Godani, Alessandro Carboni, Silvia Rampelli / Habillé d'eu, Silvia Costa, Florinda Cambria, MK / Roberta Mosca, Aline Correa, Gianluca Gentili, Futura Tittaferrante.

### 2014 - Un passo a lato
Masque Teatro, Raimondo Guarino, Florinda Cambria, Federico Leoni, Rocco Ronchi, Carlo Sini, Habillé d'eau, Eleonora Sedioli, Simona Bertozzi, Enrico Pitozzi, ErosAntEros, Luca Del Pia, Adele Cacciagrano.

### 2013 - L'immagine del pensiero
Simona Bertozzi, Myriam Gourfink, Francesca Proia, Eleonora Sedioli, Silvia Costa, Masque Teatro, Florinda Cambria, Rocco Ronchi, Paolo Vignola, Matteo Ramon Arevalos, Maria Chiara Zenzani, Kasper T. Toeplitz, Giacomo Piermatti, Enrico Pitozzi, Lorenzo Donati, Enrico Fedrigoli, Riccardo Baldissona, Vincenzo Cuomo, Eleonora De Conciliis, Alberto Martinengo, Alessia Solerio.

### 2012 - How Shall I Act?
Fanny & Alexander, Isabella Bordoni, Fabrizio Varriale, Nicola Ratti, Cindy Van Acker, Claudia Castellucci, Giacomo Piermatti, Masque Teatro, Elio Martrusciello, Cod.Act, Rocco Ronchi, Lorenzo Bazzocchi, SuccoAcido, Dewey Dell, Enrico Fedrigoli, Sara Baranzoni, Ubaldo Fadini, Fabio Polidori, Katia Rossi, Paolo Viagnola, Silverio Zanobetti, Tiziana Villani, Bernard Stiegler.

### 2011 - Why Italy?
Silvia Costa/Plumes dans la tête, Simon Vincenzi, Nicolas Field, Piersandra Di Matteo, Barokthegreat, Cindy Van Acker, Cristina Rizzo, Florinda Cambria, Habillé d'eau, Lucia Amara, Manola Antonioli, Massimo Simonini, Mika Vainio, MK, Raimondo Guarino, Snejanka Mihaylova, Ubaldo Fadini.

### 2010 - Winter Years
Simon Vincenzi, MK/Michele Di Stefano, Piersandra Di Matteo, Cristina Rizzo, Masque Teatro, Franziska lantz aka Saydance (CH), Florinda Cambria, Nicholas Ridout, Lucia Amara, Laura Cull, Michele Di Stefano, John Mullarkey, Agostino Di Scipio.

### 2009 - Ecosofia. Per una ecologia politica
Cristina Rizzo, Masque Teatro, Pierpaolo Leo, Alessandro Carboni, Elisa Poli + Alessandro Carboni, Gabriella Rusticali + Monica Petracci, 
Catia Gatelli, MK, Kinkaleri, Florinda Cambria, Fabio Acca, Motus, Tiziana Villani, Ubaldo Fadini, Cristina Rizzo + Michele Di Stefano + Lucia Amara + Piersandra Di Matteo.

### 2008 - Dissenso. Un taglio nel caos
Cristina Rizzo, Lucia Amara, Masque teatro, Raimondo Guarino, Sonia Brunelli, Hotel Nuclear, Alessandra Cristiani, ZAPRUDER filmmakersgroup, Snejanka Mihaylova, Silvia Bottiroli, Ubaldo Fadini, Invernomuto, Silvia Fanti, Fabio Acca, Motus, Altre Velocità,

### 2007 - I would prefer not to
Dalija Aćin, Habillé d'eau,	Fanny & Alexander, Masque Teatro, Richard Pinhas + Jerome Schmidt, Daniela Cascella, Giardini Pensili, Gabriele Frasca, Stefano Gattelli, Enrico Pitozzi, Rocco Ronchi, Anton Roca.

### 2006 - Atto libero
OOFFOURO (Alessandro Carboni, Danilo Casti), Habillè d'eau, Sonia Brunelli, Gruppo Nanou, Béla Tarr, Angelo Signorelli, Perdizione, Sátántangó, Werckmeister, Rocco Ronchi, Federico Leoni, Andrea Potestà, Antonella Anedda, Edoardo Albinati, Umberto Fiori, Dario Neri.

### 2005 - Sulla materia dei sogni
Masque Teatro, Città di Ebla, SantaSangre, Sonia Brunelli, Agar/Paola Bianchi, Libera Mente, Teatro Aperto, Laminarie, Fortebraccio Teatro.

### 2004 - Epochè
Agar, Luigi Coppola,
OOFFOURO (Alessandro Carboni, Danilo Casti), Teatro Valdoca, Masque Teatro,

### 2003 - Felix Culpa
Istituto di Correzione per Attori "Raymond Teste", Paola Bianchi/Agar, Tanti Cosi Progetti, Eugenio Debegnak, Gerd Brueck/BBEvt Bildungsmarkt Berlin, Raimondo Guarino, Fam Rosler.

### 2002 - Impasse creativa
Francois Tanguy e Laurence Chable (Theatre du Radeau), Raimondo Guarino, Antonio Attisani, Antonio Caronia, Egumteatro, Terzadecade, Masque teatro.

### 2001 - Pensiero-occhio
by WEST TM, Deposito dei Segni, Egumteatro, L'officina dell'Q-Uroboros (OOFFOURO), Teatro del Lemming, Accademia degli Artefatti, Kinkaleri, Scena Verticale, Raimondo Guarino, Antonio Caronia, Gianni Zanarini, Silvano Petrosino

### 2000 - Duchamp, Don Chisciotte, Wittgenstein, o il problema della realtà
Elio Grazioli, Riccardo Caldura, Antonio Caronia, Rocco Ronchi, Luca Scarlini, MK, Franco Stanghellini, Daniela Bianchi, Masque Teatro, Laminarie, Pierre Bastien, Ciro Giorgini, George Lapassade.

### 1999 - Fine dell'opera
Raimondo Guarino, Adelina Suber, Claudia Celi, Rita Zambon, Daniele Regnoli, Masque Teatro, Fanny & Alexander, Motus, Terza Decade, Antonio Attisani.

### 1998 - Atto di creazione
Societas Raffaello Sanzio, Franco Fussi, Bruna Filippi, Aurelio Andrighetto, Elio Grazioli, Marcidos Marcidorjs, Famosa Mimosa, Giardini Pensili, Giuseppe Longo, Pietro Babina, Teatro Clandestino, Ermanna Montanari e Enrico Martinelli, Compagnia Monica Francia, Teatro Aperto, Gerardo Guccini, Paolo Ruffini, Kinkaleri.

### 1997 - Lo spazio scenico
Thierry Salmon, Patricia Saive, Renata Molinari, Enrico Bagnoli, Marcidos Marcidorjs, Famosa Mimosa, Anton Roca, Teatrino Clandestino, Fanny & Alexander, Teatro Reaon.

### 1996
Motus, Laminarie, Terza Decade, Masque Teatro, NVA.

### 1995
Idra, Aura teatro, Eugenio Ravo, Accademia degli Artefatti, Trio Musiques, Zero Grad Teatro, Monica Petracci e Cristina Zamagni.

### 1994
Masque Teatro, Tanti cosi, Motus, Linsay John, Remingiusz Dobrowolski.